# Don’t Say You Love Me
«Don’t Say You Love Me» (в переводе с англ. — «Не говори, что любишь меня») — песня британского электронного дуэта Erasure, второй сингл из их одиннадцатого студийного альбома Nightbird. Вышел 21 марта 2005 года на лейбле Mute.

## О песне
«Don’t Say You Love Me» — типичная песня в жанре синти-поп, однако она содержит некоторые элементы, присущие ду-вопу и творчеству гёрл-групп, повлиявшие на ритмическую и лирическую структуру  композиции. Два ремикса песни были изготовлены Джереми Уитли: один обладает более гладким электронным звучанием, был выпущен на основной весии сингла, другой — версия для радиоэфира — имеет более жёсткое танцевальное звучание, был выпущен на DVD-версии.
Как и предыдущий сингл Erasure, «Don’t Say You Love Me» на ограниченном CD-выпуске содержала материалы, при помощи которых слушатели могли сами изготовлять ремиксы песни. Для обмена ремиксами был создан отдельный сайт erasuredownload.com (по состоянию на 2018 год сайт не работает).
«Don’t Say You Love Me» стала двадцать девятой песней Erasure, попавшей в топ-20 британского песенного чарта, заняла 15-е место. Также песня поднималась на вторую строчку чарта Dance/Club Play Singles американского журнала Billboard.
Автор дизайна обложки сингла — британский художник Роб Райан. На разных версиях сингла обложки различаются по цвету фона и положению отдельных элементов, различия выражены намного сильнее, чем на версиях обложек предыдущего сингла.

## Музыкальный видеоклип
Видеоклип на «Don’t Say You Love Me» был снят братьями Томом и Марком Перреттами, известными как Fizzy Eye и представляет собой короткий мультфильм, созданный с помощью компьютерной анимации. По сюжету клипа, Энди Белл высаживается на поверхность Луны. В клипе обыгрываются события, связанные с пребыванием американских астронавтов на Луне: след от скафандра, оставленный в лунном грунте и игра в гольф на лунной поверхности.

## Список композиций
Слова и музыка всех песен — написаны Винсом Кларком и Энди Беллом.
| №  | Название                             | Длительность |
| -- | ------------------------------------ | ------------ |
| 1. | «Don’t Say You Love Me» (Single Mix) | 3:45         |
| 2. | «Lie to Me»                          | 2:56         |

| №  | Название                                                     | Длительность |
| -- | ------------------------------------------------------------ | ------------ |
| 1. | «Don’t Say You Love Me» (Mark Moore & Eon Vox Remix)         | 5:38         |
| 2. | «Don’t Say You Love Me» (ATOC’s Rock ‛n’ Ravin’ Vocal Remix) | 7:04         |
| 3. | «Breathe» (Pete Heller’s Phela Mix)                          | 7:12         |

| №  | Название                                  | Длительность |
| -- | ----------------------------------------- | ------------ |
| 1. | «Don’t Say You Love Me» (Radio Mix)       | 3:34         |
| 2. | «Don’t Say You Love Me» (Piney Gir Remix) | 4:29         |
| 3. | «Don’t Say You Love Me» (видеоклип)       | 3:44         |

| №  | Название                                             | Длительность |
| -- | ---------------------------------------------------- | ------------ |
| 1. | «Don’t Say You Love Me» (Jeremy Wheatley Single Mix) | 3:45         |

| №  | Название                                                     | Длительность |
| -- | ------------------------------------------------------------ | ------------ |
| 1. | «Don’t Say You Love Me» (Single Mix)                         | 3:46         |
| 2. | «Don’t Say You Love Me» (Radio Mix)                          | 3:37         |
| 3. | «Lie to Me»                                                  | 2:58         |
| 4. | «Don’t Say You Love Me» (Piney Gir Mix)                      | 4:31         |
| 5. | «Don’t Say You Love Me» (Mark Moore & Eon Vox Remix)         | 5:37         |
| 6. | «Don’t Say You Love Me» (ATOC’s Rock ‛n’ Ravin’ Vocal Remix) | 7:07         |
| 7. | «Don’t Say You Love Me» (видеоклип)                          | 3:49         |

## Чарты
| Чарт (2005)             | Позиция |
| ----------------------- | ------- |
| Canadian Singles Chart  | 8       |
| Tracklisten             | 12      |
| European Hot 100        | 44      |
| German Singles Chart    | 69      |
| UK Singles Chart        | 15      |
| Dance/Club Play Singles | 2       |